# بانکسیا مونتانا
بانکسیای مونتانا (نام علمی: Banksia montana) نام یک گونه از سرده بانکسیا است.